# Здание ложи «К трём патриархам»
Здание ложи «К трём патриархам» — здание, в котором располагалась еврейская ложа «К трём патриархам». Объект входит в число основных памятников архитектуры Тильзита. Живописный особняк со сдержанными фасадами в стиле экспрессионизма был выстроен по проекту архитектора Эриха Мендельсона в 1925—1926 годах.

## История
Ложа «К трём патриархам» — одно из отделений старейшей филантропической организации Бней-Брит, созданной в Нью-Йорке, в 1843 году. В названии подразумеваются имена трёх ветхозаветных патриархов — Авраама, Исаака и Иакова.
Тильзит к началу XX века имел значительную еврейскую общину. Она и заказала у молодого, энергичного и уже снискавшего славу архитектора Эриха Мендельсона здание для ложи. Эрих Мендельсон родился в городе Алленштайне (Восточная Пруссия) 21 марта 1887 года, учился в Технической высшей школе на факультете архитектуры.
В конце 20-х годов, несмотря на мировой кризис, Мендельсон не испытывает недостатка в заказах, потому, что новые задачи, поставленные перед строительством, он решает с помощью новых конструктивных решений, при применении которых использует возможности новых строительных материалов: стекла, стали и бетона. Он строит много и запоминающееся. Это — шляпная фабрика в Люкенвальде в форме экстравагантной тульи, сплошь застёкленные универмаги, прилегающие к изгибу улиц в Штутгарте и Хемнице, многофункциональное здание (ныне театр Шаубюне) в Берлине и другие. И везде — броская, выразительная, объёмно-планировочная структура объекта жёстко предопределена функционально-технологическими требованиями. В Тильзите в 1925—1926 годах он строит здание «Ложи к трём патриархам», которое должно выполнять противоречивые функции — общедоступного, клубно-элитарного, а также сакрального сооружения.

Скульптуры пионеров у здания «К трём патриархам»

Таким образом Тильзит, один из первых городов Европы, благодаря Мендельсону, в 1925—1926 годах получает весьма новаторское здание Ложи, удивительно логично вписавшееся в масштаб окружающих его домов, квартала и всего города, соответственно. В 1933 году нацисты в рамках борьбы с масонскими организациями конфисковали здание и передали дом городу для общественных обязанностей (впоследствии для Фонда медицинского страхования). После Второй мировой войны здание уцелело, правда, было частично перестроено в советское время — исчезла терраса второго этажа, которую достроили до плоскости фасада крыши, и подвели под общий карниз. Но сохранили при этом объёмы здания, и уникальную внешнюю отделку клинкерным кирпичом. Хотя здание включено в список вновь выявленных памятников культуры на здании нет памятной таблички, посвященной Эриху Мендельсону..
Сейчас в здании бывшей ложи «К трём патриархам» располагается социальное учреждение — Центр творчества детей и юношества.
Приказом Службы государственной охраны объектов культурного населения Калининградской области от 18.01.2010 № 3 здание еврейской ложи «К трём патриархам» получило статус выявленного объекта культурного наследия.

## Описание
Сам Мендельсон описывает свою постройку в Тильзите в «Собрании работ архитектора», изданном в 1930 году в Берлине, очень скупо: «Очень ограниченный угловой земельный участок. Первый этаж: основные помещения — двусветный зал. Полуэтаж: игровая комната и квартира привратника. Верхний этаж: клубные помещения и ложи с залом. Недостающий сад ложи заменяется посредством повышенной, не просматриваемой террасы палисадника, а также южной террасы перед общественными помещениями.
Эркер является не только градостроительным акцентом, его внутренний объём предназначен для музыкального зала. Материал: камень и железо». Видимо, он полагал, что всё, что он хотел сказать, выразил архитектурными средствами.

## Интересные факты
Кроме Советска, на территории России есть только одно единственное творение Мендельсона — это текстильная фабрика «Красное знамя» в Санкт-Петербурге. В 1926 году Мендельсона, первого из западных архитекторов, пригласили в советский Ленинград, чтобы поучиться у него промышленному конструированию. Он спроектировал здание силовой подстанции фабрики, динамичный и экспрессивный силуэт которой ассоциируются с «кораблём революции».